# Арктична співпраця та політика

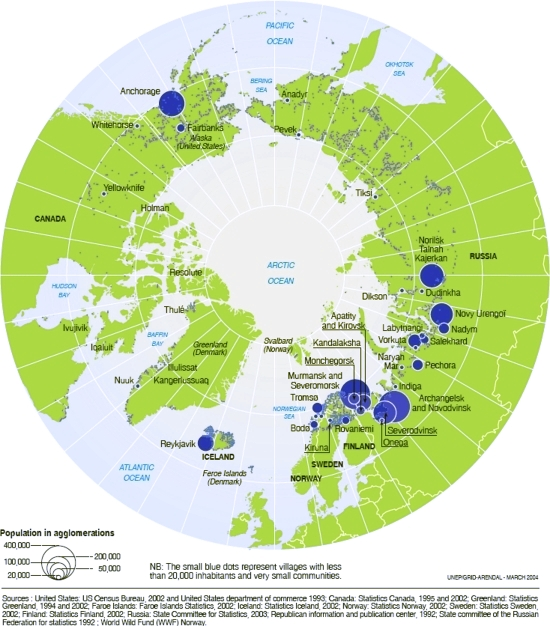
Карта населення Арктики.

Арктична співпраця та політика частково координуються через Арктичну раду, яка об’єднує вісім арктичних держав: США, Канаду, Ісландію, Норвегію, Швецію, Фінляндію, Росію та Данію, а також автономні території — Гренландію і Фарерські острови.  Основна політична влада у цьому регіоні зосереджена в руках урядів, парламентів і виконавчих агентств цих восьми країн. Певну роль також відіграють інші держави, зокрема Велика Британія, Німеччина, ЄС і Китай. Крім того, вагомий внесок у формування арктичної політики роблять неурядові організації та наукове співтовариство. Значну роль відіграють і міжнародні інституції, як-от Організація Об'єднаних Націй (особливо у контексті Конвенції ООН з морського права) та НАТО.
Попри відмінності в пріоритетах арктичної політики, усі арктичні держави приділяють увагу питанням суверенітету та безпеки, освоєнню природних ресурсів, судноплавству та екологічному захисту. Хоча деякі територіальні й ресурсні спори в Арктиці залишаються неврегульованими, держави регіону демонструють значну узгодженість у своїх політичних засадах і загальний консенсус щодо збереження миру та підтримки співпраці.   Серед чинників, що ускладнюють ситуацію, — відмова США ратифікувати Конвенцію ООН з морського права, нерозв’язані територіальні претензії в рамках UNCLOS (зокрема щодо континентального шельфу в районі хребта Ломоносова), суперечки щодо статусу Північно-Західного проходу, а також труднощі в досягненні домовленостей щодо регулювання судноплавства, туризму та видобутку ресурсів у водах Арктики.
Арктична рада об’єднує вісім арктичних держав і організації, що представляють шість корінних народів. Її діяльність базується на принципі консенсусу, а основну увагу вона приділяє питанням охорони довкілля, уникаючи розв’язання територіальних чи ресурсних суперечок. (Водночас у травні 2011 року було підписано Угоду про пошуково-рятувальні операції в Арктиці — перший обов’язковий документ ради.) У зв’язку з цим висувалися пропозиції щодо посилення ролі Арктичної ради, надання їй повноважень ухвалювати рішення з питань спільного використання ресурсів Арктики та інших загальних проблем.

## Кооперативні організації Циркум-Арктики

### Арктична рада

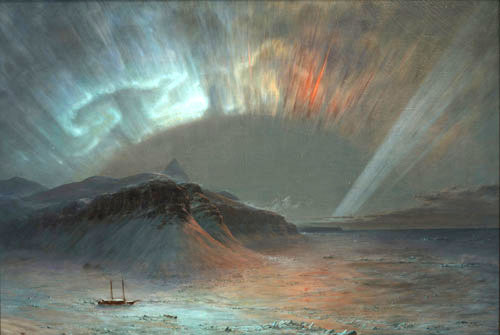
Полярне сяйво -- Фредерік Черч, 1865.

До складу організації входять вісім арктичних країн: Канада, Данія, Фінляндія, Ісландія, Норвегія, Росія, Швеція та Сполучені Штати. Постійними учасниками є ці шість груп корінного населення:
- Циркумполярна рада інуїтів (ЦРІ) ЦРІ – це багатонаціональна неурядова організація, яка представляє 160 000 інуїтів, що проживають у Сполучених Штатах, Канаді, Гренландії та Росії.
- Міжнародна Рада Гвічіну (GCI)
- Міжнародна асоціація алеутів (AIA)
- Саамська рада
- Арктична рада атабасків (AAC)
- Російська асоціація корінних народів Півночі (РАЙПОН)

Робочі групи Арктичної ради:
- Програма моніторингу та оцінки Арктики (AMAP)
- Збереження арктичної флори та фауни (CAFF)
- Запобігання надзвичайним ситуаціям, готовність до них та реагування на них (EPPR)
- Захист арктичного морського середовища (PAME)
- Робоча група зі сталого розвитку (РГСР)
- Програма дій щодо забруднювачів Арктики (ACAP)

29 квітня 2009 року в Тромсе (Норвегія) міністри Арктичної ради погодили створення робочої групи з розробки міжнародного механізму для здійснення пошуково-рятувальних операцій (SAR) в Арктиці, який мав бути підготовлений до наступної зустрічі у 2011 році.  У підсумку 12 травня 2011 року в Нууці (Гренландія) міністри підписали перший юридично зобов’язуючий договір Арктичної ради — угоду про проведення пошуково-рятувальних робіт.
Пізніше, 24 квітня 2015 року під час міністерської зустрічі було засновано Робочу групу з арктичного морського співробітництва для аналізу майбутніх викликів і потреб у сфері морського середовища Арктики.

### Конференція парламентарів Арктичного регіону
Конференція парламентарів Арктичного регіону (КПАР) є міжпарламентським форумом, до складу якого входять делегації, призначені парламентами арктичних країн — Канади, Данії, Фінляндії, Ісландії, Норвегії, Росії, Швеції та США — а також Європейським парламентом. Участь у конференції також беруть представники корінних народів у статусі постійних учасників та спостерігачів. Засідання конференції відбуваються кожні два роки, останнє з яких пройшло 7 червня 2010 року в Осло. У міжсесійний період парламентська взаємодія в Арктиці забезпечується Постійним комітетом парламентарів Арктичного регіону, який функціонує з 1994 року.

### П'ять держав узбережжя Північного Льодовитого океану
Міністри закордонних справ п'яти держав узбережжя Північного Льодовитого океану (Росії, США, Канади, Норвегії та Данії (Гренландії)) зустрілися:
- 27–29 травня 2008 року в Гренландії відбулась зустріч відома як Конференція Північного Льодовитого океану .
- 29 березня 2010 року в Квебеку: короткий виклад роботи голови

### Міжнародна морська організація
Міжнародна морська організація (ІМО), заснована у 1948 році, займається розробкою й підтримкою всебічної нормативно-правової бази для світового судноплавства. Протягом тривалого часу ІМО вела перемовини щодо створення Арктичного судноплавного кодексу, який довгий час існував лише як добровільні Керівні принципи для суден, що здійснюють плавання у вкритих льодом арктичних водах — ці принципи були ухвалені у 2002 році. Вони встановлювали загальні стандарти безпеки, екологічного захисту та запобігання забрудненню для морських перевізників. Проте з 1 січня 2017 року набув чинності обов’язковий Міжнародний полярний кодекс, який поширюється на всі судна водотоннажністю понад 500 тонн, що експлуатуються в арктичних водах.

### Всесвітня асоціація мерів зимових міст
Всесвітня асоціація мерів зимових міст (ВАМЗМ) є міжнародною мережею міст, розташованих у холодних кліматичних зонах, які об’єднуються для обміну досвідом, обговорення зимових технологій та їх впливу на міське планування. Основною ідеєю об’єднання є сприйняття зими як цінного ресурсу та надбання. Спершу організація мала назву Північна міжміська конференція мерів і була заснована у 1981 році в місті Саппоро, Японія. Станом на квітень 2012 року в асоціації брали участь 19 міст із 9 країн. Проведення сімнадцятої конференції заплановано в Саппоро у 2016 році.

## Регіональні арктичні кооперативні організації

### Північна рада
Північна рада виступає як міжпарламентський орган співпраці Північних країн, тоді як Північна рада міністрів виконує функції міжурядової структури. Учасниками є Данія, Фінляндія, Ісландія, Норвегія, Швеція, а також автономні території — Аландські острови (Фінляндія), Фарерські острови та Гренландія (обидві належать до Данії).

### Баренцева Євро-Арктична Рада
Баренцева Євро-Арктична Рада (БЄАР) — це міжурядовий форум співпраці в Баренцевому регіоні, створений у 1993 році з метою активізації вже наявної взаємодії та розгляду нових ініціатив і пропозицій. До складу Ради входять Росія, Норвегія, Данія, Ісландія, Фінляндія, Швеція та Європейська комісія.

### Тихоокеанський північно-західний економічний регіон: Арктичний кокус
Арктичний каукус Тихоокеанського північно-західного економічного регіону  виник у листопаді 2010 року як неформальне об'єднання між американським штатом Аляска та канадськими територіями — Північно-Західними територіями та Юконом. До його складу входять представники законодавчої та виконавчої влади, а також бізнесу й неурядових організацій. Зустрічі учасників фракції відбулися у грудні 2010 року в місті Барроу (Аляска), в липні 2011 року в Портленді (Орегон) і в серпні того ж року в Єллоунайфі (Північно-Західні території).

### Північний форум
Північний форум — це міжнародна неприбуткова організація, до якої входять уряди субнаціонального або регіонального рівня з восьми північних країн. Його мета — підвищення якості життя мешканців Півночі шляхом об’єднання лідерів для спільного розв’язання актуальних проблем, а також сприяння сталому розвитку й реалізації спільних соціально-економічних проєктів.

### Молодіжна арктична коаліція
Молодіжна арктична коаліція — це міжнародна неприбуткова організація, створена для об’єднання молоді з різних регіонів Арктики. Вона має представництво у всіх восьми арктичних країнах і отримує підтримку від молодіжних спільнот, організацій і урядів по всьому світу. У 2014 році коаліція провела свою першу установчу конференцію в Оттаві, яка зібрала понад 200 учасників з усього арктичного регіону.

## Арктична політика окремих країн

### Сполучені Штати Америки (Аляска)
Ключові пріоритети арктичної політики Сполучених Штатів включають: гарантування національної безпеки, охорону довкілля та збереження дикої природи Арктики, сприяння екологічно відповідальному економічному розвитку, посилення механізмів співпраці між вісьмома арктичними державами, активне залучення корінних народів до процесів ухвалення рішень, а також удосконалення системи наукових досліджень і моніторингу в регіоні.
9 січня 2009 року президент Джордж Буш підписав Директиву з національної безпеки (NSPD)-66, що встановлює політику США щодо Арктичного регіону. Цей документ став спільною ініціативою, яка замінила попередню арктичну політичну директиву, ухвалену за часів адміністрації Клінтона. NSPD-66 досі залишається чинною основою арктичної політики, якою послуговувалася адміністрація Обами та відповідні урядові установи.
Група з арктичної політики США  — це федеральна міжвідомча робоча команда, яка об’єднує установи, що займаються програмами, дослідженнями та моніторингом, управлінням земельними і природними ресурсами, охороною довкілля, здоров’ям населення, транспортом та розробкою політики в Арктиці. Очолює цю групу Державний департамент США, а зустрічі проводяться щомісяця з метою розробки та реалізації арктичних програм і політик США, зокрема тих, що пов’язані з діяльністю Арктичної ради.
Управління океанічних і полярних питань в складі Бюро океанів, міжнародних екологічних та наукових справ Державного департаменту США відповідає за розробку та впровадження політики Сполучених Штатів у міжнародних питаннях, пов’язаних з океанами, Арктикою та Антарктикою.

### Канада
Канада володіє найбільшими арктичними землями серед усіх країн. 23 серпня 2010 року прем’єр-міністр Стівен Гарпер підкреслив, що захист суверенітету Канади над північними територіями є ключовим і «невід’ємним пріоритетом» її арктичної політики.  До 2014 року Канада планувала інвестувати 109 мільйонів доларів у дослідження, які мають підтвердити її претензії на розширений континентальний шельф. Головними напрямками арктичної політики Канади є врегулювання прикордонних питань, досягнення міжнародного визнання повного обсягу розширеного континентального шельфу, а також вирішення управлінських викликів Арктики, зокрема питань громадської безпеки.
- Брошура про зовнішню політику Канади в Арктиці
- Заява щодо зовнішньої політики Канади в Арктиці: Здійснення суверенітету та просування Північної стратегії Канади за кордоном

Міністри фінансів країн G-7 зустрілися в Нунавуті в лютому 2010 року.
- Північна стратегія Канади

### Норвегія
Норвезький полярний інститут у Тромсе приймає Секретаріат Арктичної ради з 2007 по 2013 рік.
- Стратегія уряду Норвегії щодо Крайньої Півночі (21.02.07)

### Фінляндія
Фінська Арктична стратегія, опублікована 4 червня 2010 року, акцентує увагу на семи ключових напрямах: безпеці, навколишньому середовищі, економіці, інфраструктурі, корінних народах Арктики, інституціях та ролі Європейського Союзу.

### Росія
У 2007 році Росія провела дослідження на дні Північного Льодовитого океану під Північним полюсом і встановила там свій прапор, щоб обґрунтувати претензії на розширений континентальний шельф. Цей акт помилково було сприйнято як заяву про земельні претензії, що викликало заперечення з боку Канади та інших арктичних країн, хоча російський уряд чітко заявив, що таких претензій не робилося. У 2009 році в офіційному документі російського уряду згадувалися західні побоювання щодо можливого військового конфлікту через арктичні ресурси. Незважаючи на скорочення населення арктичного регіону Росії на 18% у період з 1989 по 2002 рік, ця територія становить 25% усієї суші країни та залишається домівкою для 80% із близько чотирьох мільйонів людей, які живуть у Арктиці в цілому. Сучасна арктична політика Росії викладена в документі «Основи державної політики Російської Федерації щодо Арктики до 2020 року та на подальшу перспективу», підписаному 18 вересня 2008 року тодішнім президентом Медведєвим.  Цей документ охоплює питання захисту та розвитку суходолу і морських вод арктичного сектору Росії.

### Європейський Союз
Якщо Ісландія вступить до Європейського Союзу, це посилить арктичний вплив ЄС і, можливо, дозволить йому отримати статус постійного спостерігача в Арктичній раді. Політика Північного виміру ЄС, започаткована наприкінці 1990-х років, мала на меті вирішення питань, пов’язаних із західною Росією, а також зміцнення співпраці між ЄС, Ісландією та Норвегією. З часом ця ініціатива перетворилася на багатостороннє рівноправне партнерство між ЄС, Ісландією, Норвегією та Росією, при цьому Канаду і США включено як спостерігачів. Троє членів Північної ради вже стали членами ЄС: Данія у 1973 році, а Швеція і Фінляндія — у 1995 році. Проте заявку ЄС на отримання статусу постійного спостерігача в Арктичній раді в 2009 році заблокувала Канада у відповідь на заборону Євросоюзом імпорту тюленьої продукції.

### Китай
У серпні 2012 року китайське криголамне дослідницьке судно Xue Long пройшло Північно-Західним проходом. Китай проявляє інтерес до арктичних ресурсів і морських шляхів, і в 2013 році отримав статус постійного спостерігача в Арктичній раді.  У своїй Білій книзі з арктичної політики 2018 року Китай також охарактеризував себе як «близькоарктичну державу», що підкреслює його присутність у регіоні.

### Південна Корея
Південна Корея володіє криголамом і наразі будує ще один. Країна вкладає кошти в інфраструктуру для зрідженого природного газу (ЗПГ) біля Інувіка, куди ЗПГ планується постачати через море Бофорта та південніше — через Берингову протоку.

## Інші арктичні договори та угоди

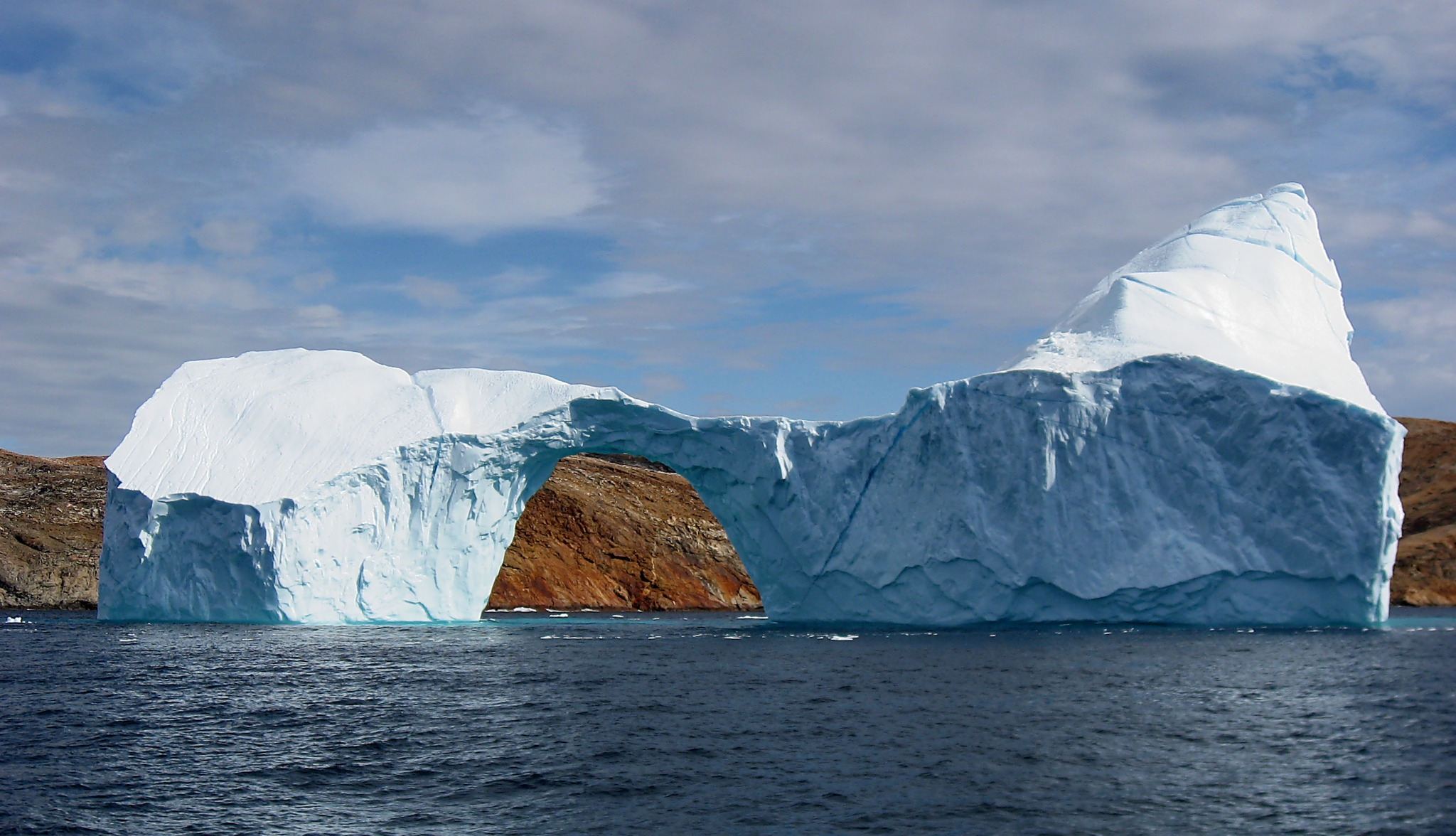
Айсберг між Ланґо та Сандерсон-Хоуп, на південь від Упернавіка, Гренландія.

Інші договори, що регулюють весь Арктичний регіон або його частину:
- Шпіцбергенський договір 1920 року, укладений спочатку між чотирнадцятьма країнами, регулює політичний та економічний статус Шпіцбергена .
- Угода про арктичне співробітництво 1988 року між Сполученими Штатами та Канадою регулює двосторонню співпрацю щодо Північно-Західного проходу, але не вирішує розбіжностей між двома країнами щодо правового статусу проходу.
- Угода про пошуково-рятувальні роботи в Арктиці 2011 року, укладена державами-членами Арктичної ради, координує пошуково-рятувальні роботи в Арктиці.
- Конвенція про захист морського середовища Північно-Східної Атлантики
- Договір про кордон у Баренцевому морі визначає демаркаційну лінію між Норвегією та Росією в Баренцевому морі.
- Спільна норвезько-російська комісія з рибальства
- Угода про охорону білих ведмедів

## Територіальні претензії
Відповідно до Конвенції ООН з морського права (UNCLOS), прибережні держави мають суверенні права на ресурси у водах і на морському дні в межах 200-мильної виключної економічної зони (ВЕЗ). Проте стаття 76 цієї Конвенції дає змогу країнам розширювати свої суверенні права до 350 морських миль від берегової лінії, якщо вони зможуть довести, що підводні хребти арктичного морського дна є продовженням їхнього континентального шельфу.  Уряди мають десять років з моменту ратифікації UNCLOS для подання претензій на розширені континентальні шельфи.
У 2001 році Росія стала першою арктичною прибережною державою, яка офіційно заявила про свої претензії. Комісія ООН з континентального шельфу запросила оновлений документ із додатковими науковими доказами на підтвердження цих претензій, і Росія планувала надати ці додаткові матеріали у 2013 році. 

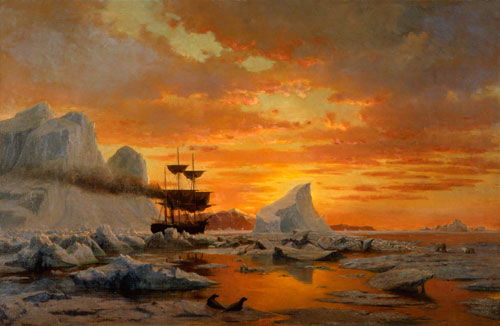
Крижані мешканці спостерігають за загарбниками - Вільям Бредфорд, 1875.

Данія та Канада мають суперечності щодо права власності на острів Ганса, розташований у протоці Нейрс між островом Елсмір і Гренландією.
27 квітня 2010 року Норвегія та Росія заявили про завершення 40-річної суперечки щодо меж арктичних територій у Баренцевому морі. Планується подальша спільна розробка енергетичних ресурсів.[джерело?]
Морські кордони між Канадою та США в морі Бофорта, а також між Канадою та Данією в затоці Баффіна досі є предметом спорів. 
Данія (через Гренландію), Росія та Канада можуть висувати суперечливі претензії на розширений континентальний шельф у районі хребта Ломоносова — підводного гірського масиву, що проходить через центральну частину Арктичного басейну.

## Відвантаження і транспорт
Глобальне потепління вплинуло на літній морський лід в Арктиці значніше, ніж раніше припускали. Останні дослідження свідчать, що влітку Арктика може залишитися майже без льоду у проміжку між 2020 і 2050 роками. Так, одне з досліджень Кембриджського університету 2011 року прогнозувало повне зникнення літнього льоду вже до 2015 року. Водночас жодні моделі не передбачають повного зникнення зимового морського льоду протягом цього століття.
Арктика без льоду матиме вагомі стратегічні та економічні наслідки для світового судноплавства, оскільки кораблі зможуть проходити через Північний Льодовитий океан. Трансарктичні маршрути можуть скоротити відстань між північною Європою та північним Китаєм на 4000 морських миль, а час доставки – до двох тижнів.  
Вантажні судна водотоннажністю понад 500 тонн, що здійснюють плавання в арктичних водах, повинні обов’язково відповідати вимогам безпеки та охорони навколишнього середовища, встановленим Полярним кодексом. 

## Арктичні природні ресурси
Арктичний регіон багатий на природні ресурси, серед яких вуглеводні — приблизно 22% світових невиявлених запасів нафти та газу, корисні копалини, такі як нікель і алмази, рибальство, що становить близько 10% світового морського вилову, а також прісна вода, зокрема 10% запасів у Гренландії. Через танення льодів ці ресурси стають дедалі більш доступними, що привертає увагу світової спільноти. 

### Рибальство
Ключові режими арктичного рибальства включають:
- Міжнародна комісія зі збереження атлантичного тунця (ICCAT)
- Двостороння (Канада та Сполучені Штати) Міжнародна комісія з тихоокеанського палтуса (IPHC)
- Двосторонній (Російська Федерація та США) Міжурядовий консультативний комітет (МКС)
- Організація рибальства Північно-Західної Атлантики (NAFO)
- Організація з охорони північноатлантичного лосося (NASCO)
- Комісія з рибальства в північно-східній Атлантиці (NEAFC)
- Комісія з прохідних риб Північної Тихого океану (NPAFC)
- Комісія з рибальства Норвегії та Російської Федерації, та
- Конвенція про збереження та управління ресурсами минтая в центральній частині Берингового моря (CBS)

## Зовнішні посилання
- Arctic Risks and Opportunities A primer from the Council on Foreign Relations
- Arctic Centre, Rovaniemi Arctic research
- Arctic Council
- Arctic Geopolitics - Norwegian Institute for Defence Studies
- United States Arctic Research Commission
- The Conference of Parliamentarians of the Arctic Region
- United Nations Convention on the Law of the Sea (UNCLOS)
- Arctic Portal
- U.S. State Department’s Office of Ocean and Polar Affairs (OPA)
- The Arctic Human Development Report
- Barents Euro-Arctic Council [Архівовано 2019-11-08 у Wayback Machine.]
- Eye on the Arctic
- Konyshev, Valery & Sergunin, Alexander: Is Russia a revisionist military power in the Arctic? Defense & Security Analysis, September 2014.
- Konyshev, Valery & Sergunin, Alexander. Russia in search of its Arctic strategy: between hard and soft power? Polar Journal, April 2014.